# Overkill (Album)
Overkill ist das zweite Studioalbum der britischen Heavy-Metal-Band Motörhead. Es wurde am 24. März 1979 veröffentlicht und erhielt in Großbritannien 1981 Silber-Status für 60.000 verkaufte Einheiten. Es stellte den kommerziellen Durchbruch der Band dar.

## Aufnahmen, Tour
Nachdem die Band Chiswick Records verlassen hatte, verhalf ihnen Bandmanager Doug Smith zu einem Plattenvertrag bei Bronze Records für eine Single. Im Sommer 1978 nahm Motörhead in den Wessex Studios in London eine Coverversion von Louie Louie und das eigene Stück Tear Ya Down auf. Die am 25. August 1978 veröffentlichte Single erreichte Platz 68 der Charts, sodass Bronze den Vertrag um ein Studioalbum erweiterte. Ende 1978 ging die Band für vierzehn Tage in das Roundhouse Studio in London, um das Album einzuspielen. Produziert wurde es von Jimmy Miller, der bereits Exile on Main St. und Goats Head Soup für The Rolling Stones produziert hatte. Die Titel Damage Case, No Class, I Won't Pay Your Price und Tear Ya Down hatte die Band bereits zuvor Live gespielt, der Rest der Stücke entstand während der Studioaufnahmen. Das Gitarrensolo zu Capricorn entstand zufällig, als Jimmy Miller das Aufnahmeband mitlaufen ließ, während Eddie Clarke seine Gitarre stimmte. Metropolis schrieb Kilmister innerhalb von fünf Minuten, nachdem er sich den gleichnamigen Film angesehen hatte, der Text ergibt keinen Sinn. Das bereits 1978 für die B-Seite der Single Louie Louie aufgenommene Tear Ya Down wurde nicht neu eingespielt, sondern gelangte in der Singleversion auf das Album.
Im März 1979 begann in Edinburgh die Tournee zum Album mit Girlschool als Vorband. Nach einem Auftritt beim Punkaharju-Festival im Juni 1979 in Finnland zerstörte die Band aus Wut über den misslungenen Auftritt die Bühnentechnik, zündete einen Wohnwagen an und versenkte ihn in einem See. Daraufhin wurden die Musiker und ihre Tournee-Crew verhaftet und nach einem viertägigen Gefängnisaufenthalt des Landes verwiesen.

## Titelliste
1. Overkill (Kilmister, Clarke, Taylor) – 5:12
2. Stay Clean (Kilmister, Clarke, Taylor) – 2:42
3. (I Won't) Pay Your Price (Kilmister, Clarke, Taylor) – 2:57
4. I'll Be Your Sister (Kilmister, Clarke, Taylor) – 2:55
5. Capricorn (Kilmister, Clarke, Taylor) – 4:11
6. No Class (Kilmister, Clarke, Taylor) – 2:41
7. Damage Case (Kilmister, Clarke, Taylor, Farren) – 3:02
8. Tear Ya Down (Kilmister, Clarke, Taylor) – 2:42
9. Metropolis (Kilmister, Clarke, Taylor) – 3:37
10. Limb from Limb (Kilmister, Clarke, Taylor) – 4:57

## Kritiken
Jason Birchmeier von Allmusic hält das Album für das erste einer Reihe von großartigen Motörhead-Alben, möglicherweise sei es sogar das beste. Der bandtypische Sound habe sich mit dem Album vollständig herausgebildet, es enthalte mit dem Titelstück, Stay Clean und No Class einige der Klassiker von Motörhead. Das Magazin Rock Hard wählte es auf Platz 340 der 500 stärksten Scheiben aller Zeiten, Götz Kühnemund schreibt, dass der Band mit Overkill der Durchbruch in Großbritannien als „härteste, dreckigste und hässlichste Band“ gelungen sei. Er weist darauf hin, dass der Titelsong des Albums wegen des Doublebass-Schlagzeugs als „Speed Metal“ bezeichnet wurde. Falk Kollmannsperger vom Onlinemagazin The Metal Observer erklärt das Album zum „ultimativen Klassiker … 10 Songs, jeder einzelne ein Hit“, die Gitarrenriffs, das Schlagzeug und jede Basslinie träfen „volles Rohr auf die Zwölf“.